# Austeucharis toga
Austeucharis toga är en stekelart som först beskrevs av Girault 1937.  Austeucharis toga ingår i släktet Austeucharis och familjen Eucharitidae. Inga underarter finns listade.